# Crveni Vrh
Crveni Vrh (wł. Monte Rosso) – wieś w Chorwacji, w żupanii istryjskiej, w mieście Umag. W 2011 roku liczyła 192 mieszkańców.